# Žhářství

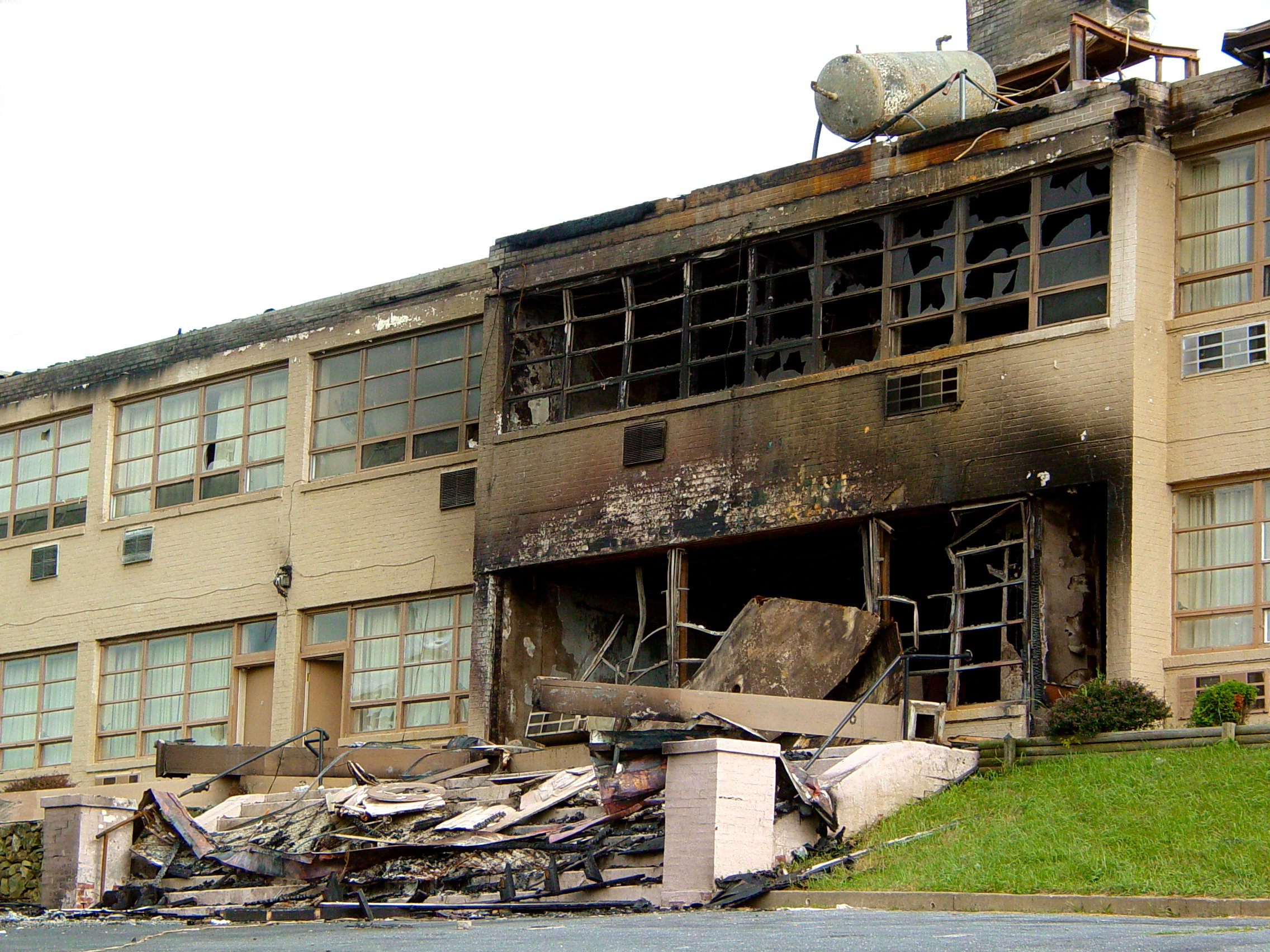
Budova motelu ve Virginii po útoku žháře

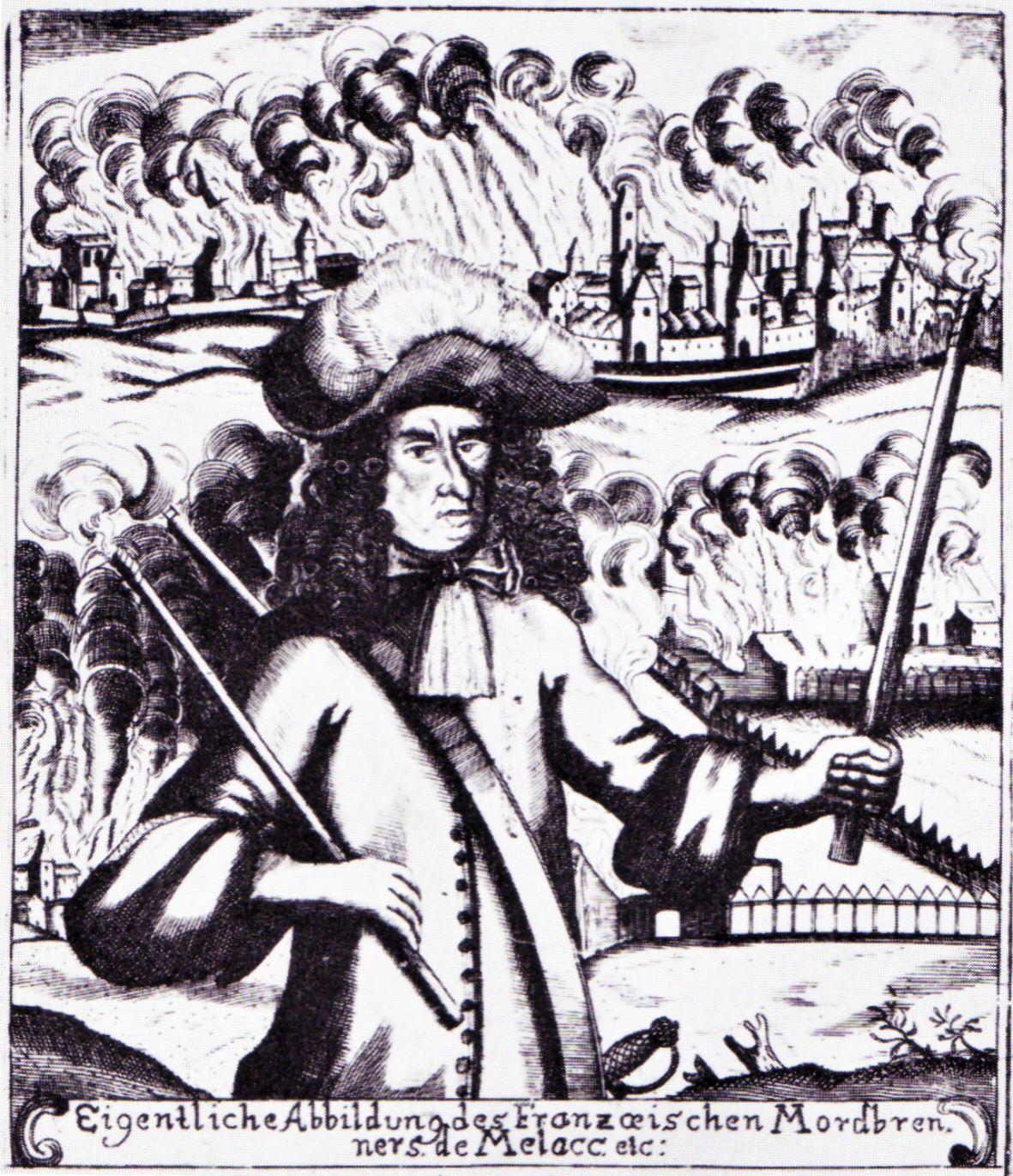
Generál Ezéchiel de Mélac, uváděný jako autor myšlenky vypalování protifrancouzských měst v době Devítileté války. Jeho strategii je přičítán i tzv. francouzský požár Prahy

Žhářství je zločin, při kterém pachatel (žhář) úmyslně a vědomě (přímo nebo nepřímo) založí požár. Odlišuje se od neúmyslně způsobených požárů z nedbalosti, samovolného vzplanutí, požárů vzniklých například poruchou elektroinstalace nebo přírodních požárů způsobených bleskem apod., v pachateli, jeho úmyslu požár založit a nechat jej způsobit škody nebo oběti. Žhářství není ani založení ohně, který jeho původce dokáže ovládnout (např. pálení listí na zahradě).
Okolnosti příčin a vzniku požáru jsou předmětem vyšetřování. Po zlikvidování požáru je standardním postupem hledat a následně buď potvrdit, vyvrátit nebo dále zkoumat možnost úmyslného založení. Ve většině zemí světa je žhářství posuzováno jako trestný čin a chápáno jako poškozování cizí věci nebo ohrožení na životě. V českém právním řádu je žhářství zahrnuto pod skutkovou podstatu obecného ohrožení.
Ve válkách je žhářství spolu s dalšími metodami ničení (demolice, kontaminace aj.) využíváno v rámci oslabování nepřítele, ať už při ústupu nebo v týlu nepřítele, v rámci tzv. taktiky spálené země. 

## Pyromanie
Obsese ohněm a závislost na žhářství se nazývá pyromanie. V krajních případech se může jednat o patologický projev nějaké duševní choroby. V některých vyřešených případech žhářství se původci požárů překvapivě rekrutovali ze samotných hasičů.

## Důvody žhářství
Ve většině případů žhářství slouží jako pojistný podvod nebo zakrytí nějakého trestného činu (např. loupeže, zpronevěry). Mohou být však i jiné důvody, např. závist, nenávist, vyhrožování, vydírání, konkurenční boj, nebo sociální, politická či etnická odlišnost. V několika případech bylo žhářství použito jako tzv. falešná vlajka, tedy žhář požár využil k obvinění svého nepřítele a využil vlnu nevole, která se proti němu následně vznesla.

## Slavné případy žhářství
- 356 př. n. l. – Herostratos podpálil Artemidin chrám v Efesu (jeden ze Sedmi starověkých divů světa), aby se stal slavným